# 恒松聡美
恒松 聡美（つねまつ さとみ、1977年3月2日 - ）は、テレビ熊本のアナウンサー。熊本県球磨郡あさぎり町（旧・上村）出身。

## 略歴
熊本県球磨郡上村（現あさぎり町）出身。熊本県立人吉高等学校を経て早稲田大学卒業後、1999年テレビ熊本に入社。新人時代に先行デビューとなった番組はFNSの日。
2007年1月20日より産休に入り、同年2月17日に第1子（長男）を出産。
約1年程の育児休業を経て、2008年3月4日、31歳の誕生日の2日後に復帰したが2009年4月の人事異動でアナウンサー職を離れ、編成広報部に所属。編成広報部所属時に第二子（次男）を出産。
育児休業を経て、2013年9月に職場復帰し、再びアナウンサー職に復帰している。

## 人物・エピソード等
先述の通り2児（男児）の母親であり、姉と弟がいる。
高校生の頃に第三級アマチュア無線技士の資格を取得、2019年4月からは社内ハムクラブの会長をつとめている。
高校時代はくま川鉄道湯前線を利用して通学していたという。

## 担当番組
- TKUニュース
- FNN Live News days（ローカル枠）
- 英太郎のかたらんね (木曜レギュラー[8])
- 寛平ちゃんのぶらり旅 熊本がいい～の（2021年4月 - 、隔月出演）

## 過去に出演した番組
- ナイトマガジン
- 医療あれこれ
- TKUニュース
- めざましテレビ（全国中継リポーター熊本担当[9]）
- FNS27時間テレビ
- 新春女子アナスペシャル
- めざましテレビ公認 わがまま!気まま!旅気分ナビゲーター
- FNNスピーク（ローカル枠）
- FNNプライムニュース デイズ（ローカル枠）